# Jabuke (gmina Nikšić)
Jabuke (cyr. Јабуке) – wieś w Czarnogórze, w gminie Nikšić. W 2011 roku liczyła 11 mieszkańców.